# Хосе-Марія Мартін-де-Еррера
Хосе́-Марі́я Ма́ртін-де-Ерре́ра-і-де-ла-Іглесі́я (ісп. José María Martín de Herrera y de la Iglesia; 26 серпня 1835 — 8 листопада 1922) — кардинал Католицької церкви. Архієпископ Компостельський (1889—1922) і Сантьяго-де-Кубинський (1875—1889). Народився в Альдеадавілі-де-ла-Рибера, Іспанія. Випускник Саламанківського університету. Священик Саламанкської діоцезії (1859—1875). Кардинал-священик Церкви святої Марії в Траспонтіні (з 1897). Учасник конклавів 1904 і 1914 років. Помер у Сантьяго-де-Компостелі, Іспанія. Похований у Компостельському соборі святого Якова.

## Біографія
- 6 серпня 1835: народився в Альдеадавілі-де-ла-Рибера, Іспанія.
- 1 вересня 1859: у віці 24 років прийняв таїнство священства; став священиком Саламанкської діоцезії[2].
- 18 липня 1875: у віці 39 років призначений архієпископом Сантьяго-де-Кубинським[2].
- 3 жовтня 1875: у віці 39 років висвячений на архієпископа Сантьяго-де-Кубинського[2].
- 14 лютого 1889: у віці 53 років призначений архієпископом Компостельським[2].
- 19 квітня 1897: у віці 61 років призначений кардиналом-священиком Церкви святої Марії в Траспонтіні[2]
- 8 грудня 1922: у віці 87 років помер у Сантьяго-де-Компостелі, Іспанія.[2].